# Mer du Diable
 (mars 2016).
 (mars 2016).
La mer du Diable ou le triangle du Dragon partage des caractéristiques étrangement similaires au triangle des Bermudes. Cette région est très fréquentée par les pêcheurs japonais. Les Japonais ont surnommé la zone Ma no Umi (魔の海), la mer du Diable. Les nombreuses et tragiques disparitions ainsi que les événements climatiques inexpliqués qui ont eu lieu là-bas sont à l’origine de ce surnom. Les disparitions de navires voire d’avions, tous sans laisser la moindre épave identifiable indiquant l’origine de l’accident, contribuent à la funeste réputation de la zone. De plus, quand l’incompréhension règne, il n’est pas rare qu’un phénomène aux conséquences néfastes soit attribué à une entité malveillante.

## Histoire
D'après l'enquête de Charles Berlitz, ce n’est qu’après la Seconde Guerre mondiale, et avec l’accroissement du trafic maritime et du développement économique, qu’on constate un nombre surprenant de naufrages et disparitions dans le secteur. Il apparaît très vite que le triangle du Dragon est l’une des zones les plus périlleuses du globe. Il faut attendre des années pour que le monde entier découvre véritablement cet endroit. Auparavant, malgré le fait que les rapports sur les disparitions et naufrages soient bel et bien communiqués, la barrière linguistique a empêché les événements de gagner le niveau mondial. Les histoires qui paraissaient dans les journaux japonais ne gagnaient pas forcément la presse anglophone car elles étaient considérées comme des événements locaux. Cependant, les incidents qui se produisent dans le triangle du Dragon sont connus des Japonais et des autres îles alentour depuis plus de mille ans (certains chercheurs affirment même trois mille ans). Cette datation révèle que les récits d’événements liés à cette zone, datent d’avant ceux du triangle des Bermudes. En effet, d’anciennes archives montrent que les peuples environnants pensaient déjà que la mer réclamait un lourd tribut aux bateaux souhaitant la parcourir. Charles Berlitz écrit dans son livre que les Japonais ont perdu cinq navires militaires entre 1952 et 1954 dans cette zone. De nombreux autres témoignages font état de phénomènes paranormaux dans la région et de plusieurs disparitions de bateaux de pêche.
Aujourd’hui, on suppose que la plupart des avions, navires et sous-marins ayant disparu dans la zone, ont coulé au plus profond des fosses du Pacifique ouest. Il est impossible et surtout trop onéreux de les y récupérer. Ce qui constitue un fait plutôt frappant est qu’aucun des navires disparus n’a apparemment eu le temps de laisser ou d’envoyer un message indiquant ce qui se passait. Il est alors probable qu’ils n’en aient pas eu le temps comme si la cause survenait trop vite ou qu’ils ne l’aient remarquée que trop tard.

## Situation géographique
Situé dans le Pacifique ouest, le triangle du Dragon forme un dessin presque triangulaire. L’enquête de Charles Berlitz montre qu’il semble suivre une ligne qui part de l’Est du Japon, au nord de Tokyo, jusqu’à une longitude approximative de 145° est dans le Pacifique. De là, il tourne vers ouest-sud-ouest après avoir dépassé les îles Bonin puis descend jusqu’à l’ouest de Taïwan (vers les îles Guam et Yap) avant de retourner, nord-nord-est, vers le Japon et la baie de Tokyo. Il est intéressant de noter que le triangle du Dragon et celui des Bermudes se trouvent, apparemment, diamétralement opposés. L'un comme l'autre, ils apparaissent à l'extrémité de masses continentales qui partagent des caractéristiques géographiques semblables, (telles que l'activité volcanique et les fonds sous-marins variés).

## Légendes
Dans les temps anciens, beaucoup croyaient que ces naufrages étaient dus à des dragons, venus des profondeurs et qui agitaient la mer ou encore, à des démons qui créaient des tourbillons. L’une de ces théories surnaturelles, autrefois particulièrement répandue dans les îles japonaises, veut qu'une crevette géante vivant dans les abysses, cause d’incroyables raz de marée inattendus en changeant de position.

## Caractéristiques
Tout comme le triangle des Bermudes, le triangle du Dragon est l’une des régions les plus connues pour la formation d’énormes vagues à l’improviste, de séisme et ouragans forts et localisés, de brouillards et tourbillons soudains. Par ailleurs, les vagues Sankaku nami, « la vague en triangle » qui semble approcher de trois directions en même temps, sont uniques en leur genre. Des typhons accompagnés par des vents soufflant à près de trois cents kilomètres à l'heure y ont déjà été relevés. Un magnétisme largement supérieur à la normale explique les fréquentes erreurs de compas et d’itinéraires d’avions. Il est difficile d’expliquer ce phénomène. Certaines théories laissent penser qu’un vaste champ électromagnétique s’étendrait entre les deux zones diamétralement opposées (le triangle des Bermudes et celui du Dragon) et que, grâce aux mouvements de fusions dans le noyau de la Terre, l’énergie se propagerait. Quant au relief sous-marin extrêmement variable, alternant entre zones relativement peu profondes et grandes fosses océaniques, il constitue une des caractéristiques spécifiques de la région. On relève aussi une activité volcanique importante dans le triangle du Dragon.

## Dans la culture populaire
Dans le jeu-vidéo Tomb Raider (2013), Lara Croft et l'équipage du navire scientifique Endurance sont pris dans une terrible tempête qui les font s'échouer sur une île fictive qui serait la dernière demeure de la reine solaire Himiko ainsi que de tout le royaume perdu du Yamatai. Dans le film du même nom (2018), adapté de ce dernier, Lara se rend également sur une île se trouvant en plein cœur de la mer du Diable.